# Kostel Nanebevzetí Panny Marie (Ostrava-Michálkovice)
Kostel Nanebevzetí Panny Marie se nachází v ostravském městském obvodu Michálkovice a je druhým kostelem v Ostravě zasvěceným Nanebevzetí Panny Marie (tím dalším je třebovický kostel).

## Historie
Výstavba nového michálkovického svatostánku byla plánována sice už od roku 1897, však začala až v roce 1901. Zastupitelé původně chtěli na stavbu použít výnosy konzumní daně z lihu, toto jim však bylo zakázáno, proto potřebná suma byla složena ze sbírek a půjček. Plány nového kostela předložil obecnímu výboru Michálkovic v roce 1900 stavitel Friedrich Fulda z Těšína. Stavba započala 24. května 1901 slavnostním výkopem základů. Dne 16. června 1901 byl za hlavní oltář uložen a slavnostně posvěcen základní kámen. Stavbu provedla stavební firma Ferdinand Mainx a Leopold Popp z Moravské Ostravy. Tato firma také upravila původní plány F. Fuldy. Stavba v novorománském slohu skončila roku 1902. Dne 7. ledna 1903 šenovský farář Jan Kapinus provedl slavnostní benedikci kostela. Vyšší biskupské vysvěcení (konsekrace) bylo provedeno 13. června 1907 kardinálem a kníže biskupem vratislavským Dr. George Koppem. Kostel byl zasvěcen Nanebevzetí Panny Marie a do hlavního oltáře byly umístěny ostatky svatých. Biskupské vysvěcení připomíná kamenný kříž před kostelem.

## Popis
Kostel je jednolodní v kombinaci novorománských a romantických prvků, s dvojvěžovým průčelím, s příčnou lodí (transeptem) a zaobleným kněžištěm. Byl postaven na půdorysu latinského kříže. Hranolová věž s hodinami vysoká 42 m je přistavěna k severní části kostela.
V interiéru je otevřený krov s ocelovými táhly. Hlavní oltář nese sochu Nanebevzetí Panny Marie a po stranách jsou sochy svatého Prokopa a svaté Hedviky Slezské. Kazatelna a hlavní oltář vyhotovil pražský řezbář Josef Krejčík. Na nástěnné malbě u kněžiště je zachycen svatý Václav a pod ním je vyobrazen Důl Michal a tramvaj.
Od roku 2018[zdroj?] farářem exscurendo je P. Mgr. ThLic. Krzyzstof Szewczyk, Th.D.

## Galerie

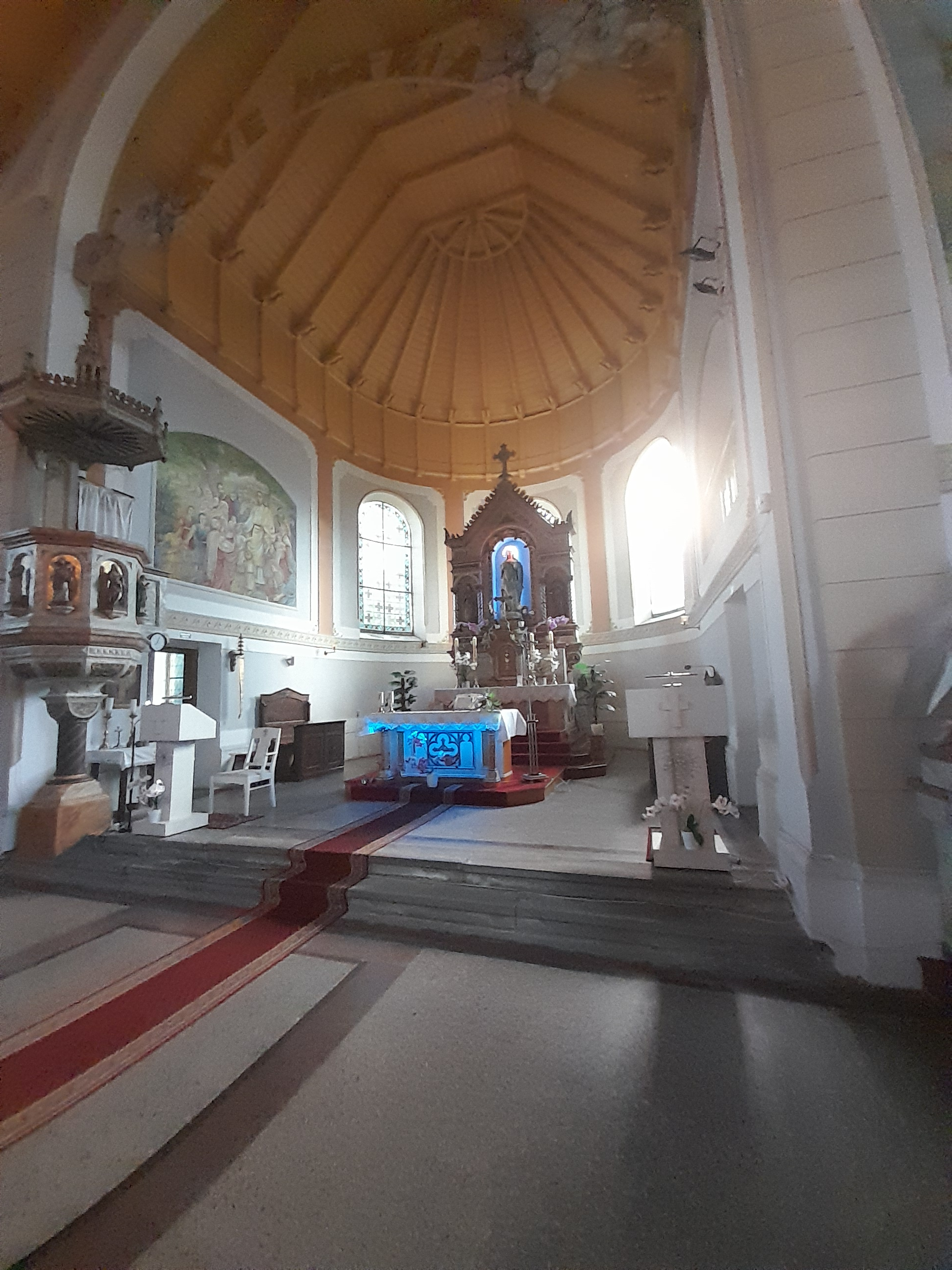
Kněžiště
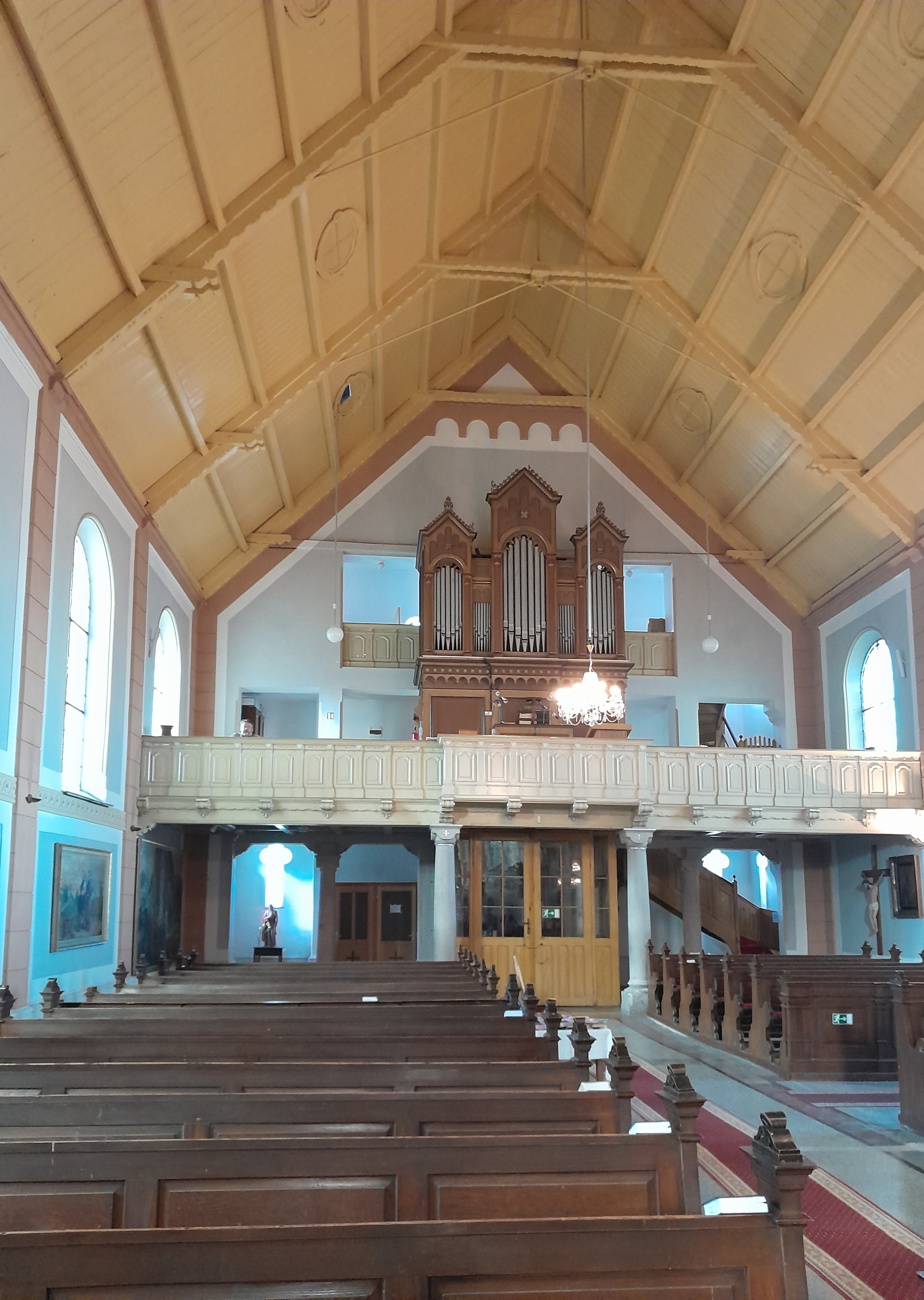
Kruchta s varhany
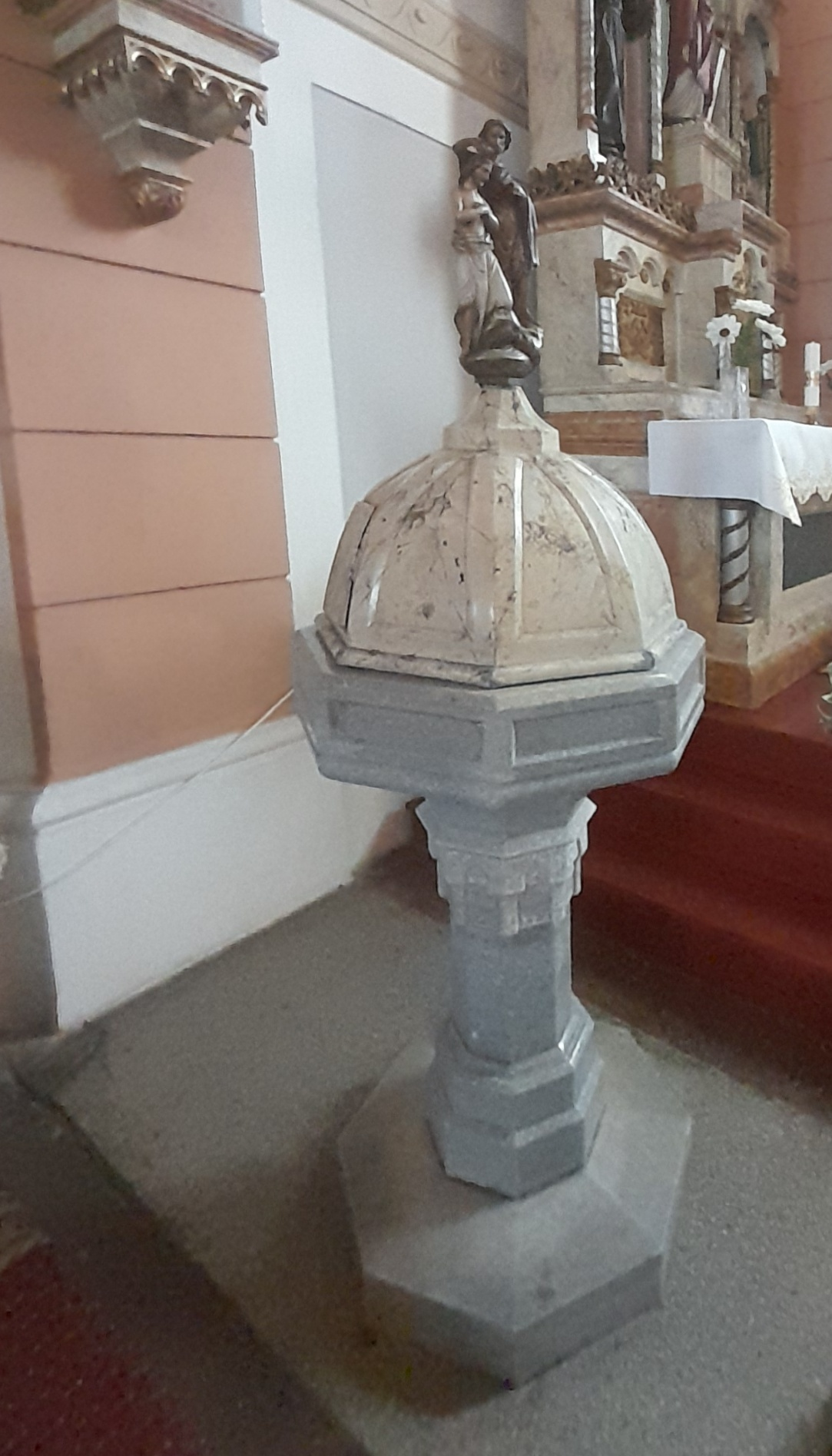
Křtitelnice
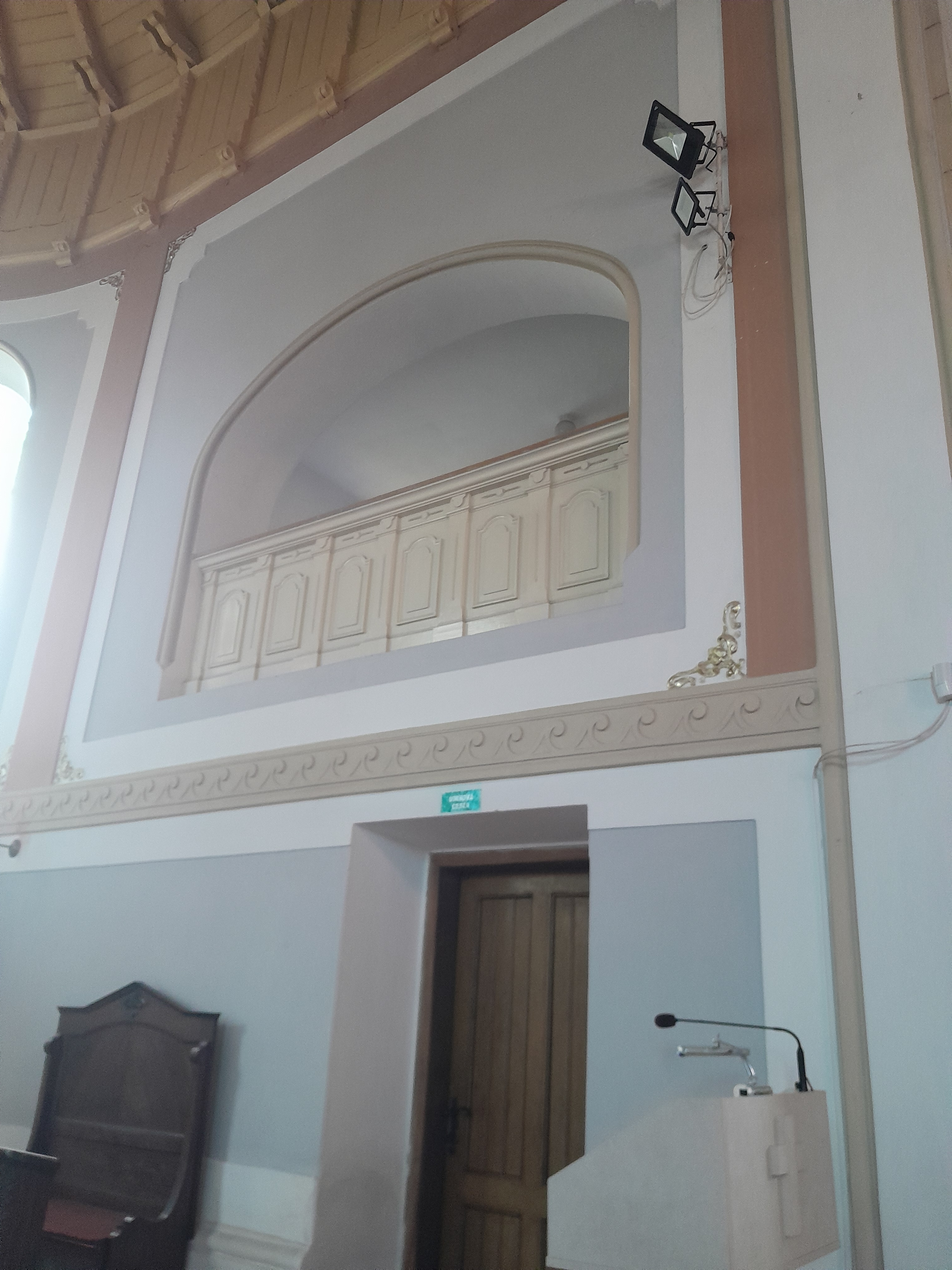
Oratoř
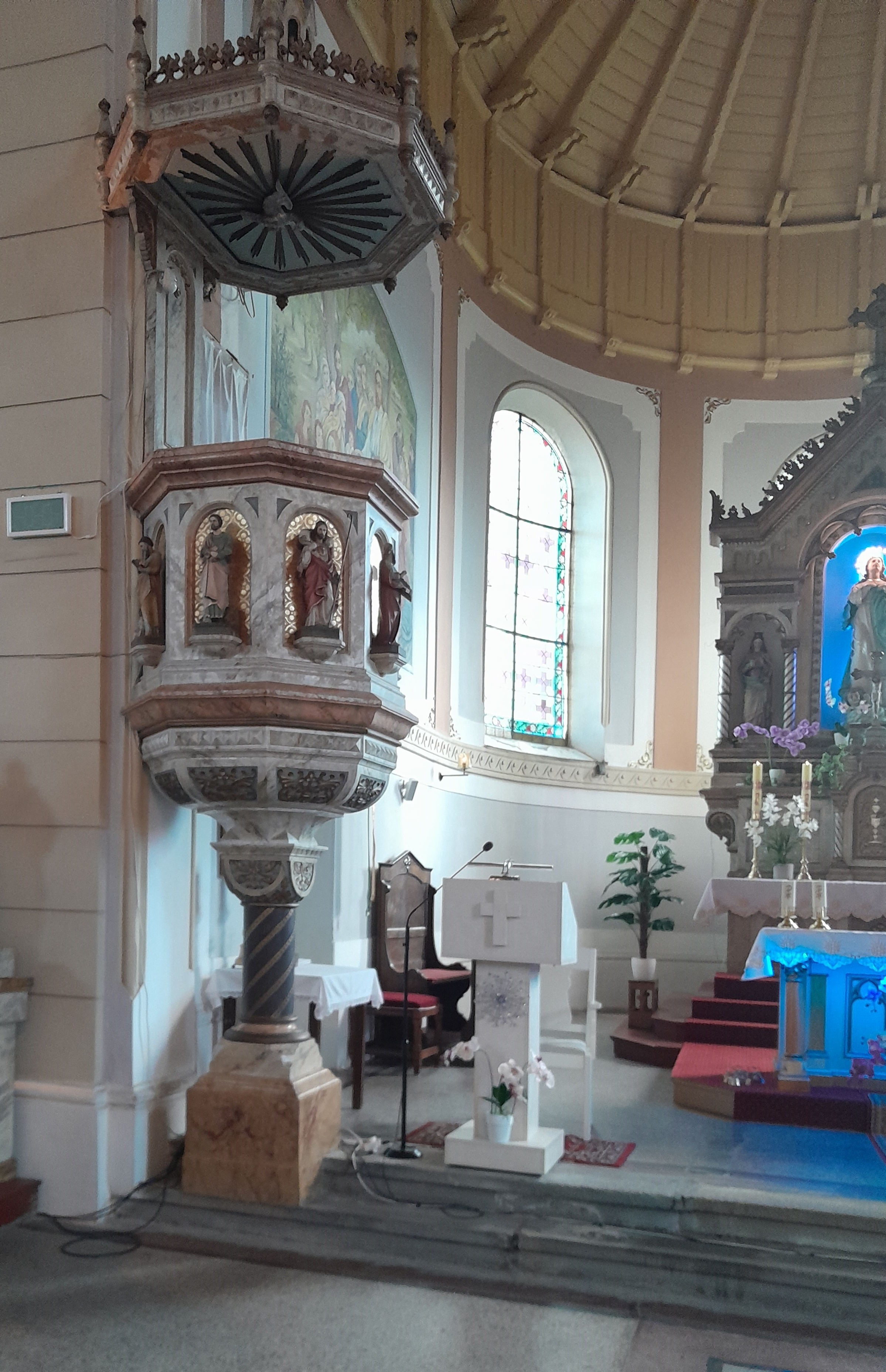
Kazatelna
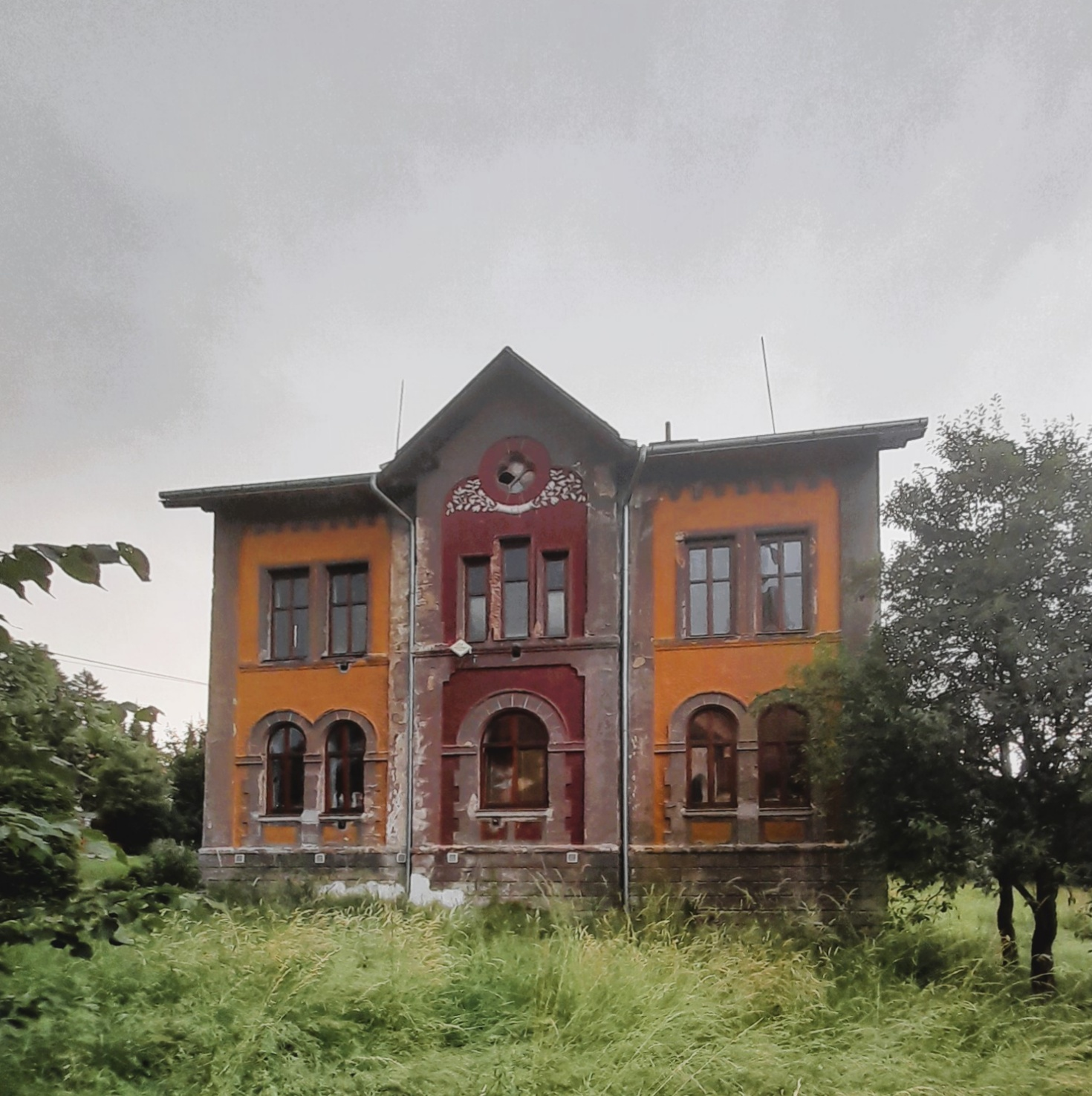
Fara